# Law & Order (7.ª temporada)
A sétima temporada da série americana Law & Order foi exibida do dia 18 de setembro de 1996 até o dia 21 de maio de 1997. Transmitida pelo canal NBC, a temporada teve 23 episódios.

## Episódios
A denominação #T corresponde ao número do episódio na temporada e a #S corresponde ao número do episódio ao total na série

## Elenco

### Law
- Jerry Orbach - Detetive Lennie Briscoe
- Benjamin Bratt - Detetive Rey Curtis
- S. Epatha Merkerson - Tenente Anita Van Buren

### Order
- Sam Waterston - Jack McCoy
- Carey Lowell - Jamie Ross
- Steven Hill - Adam Schiff